# リード・ディ・ヴェネツィア

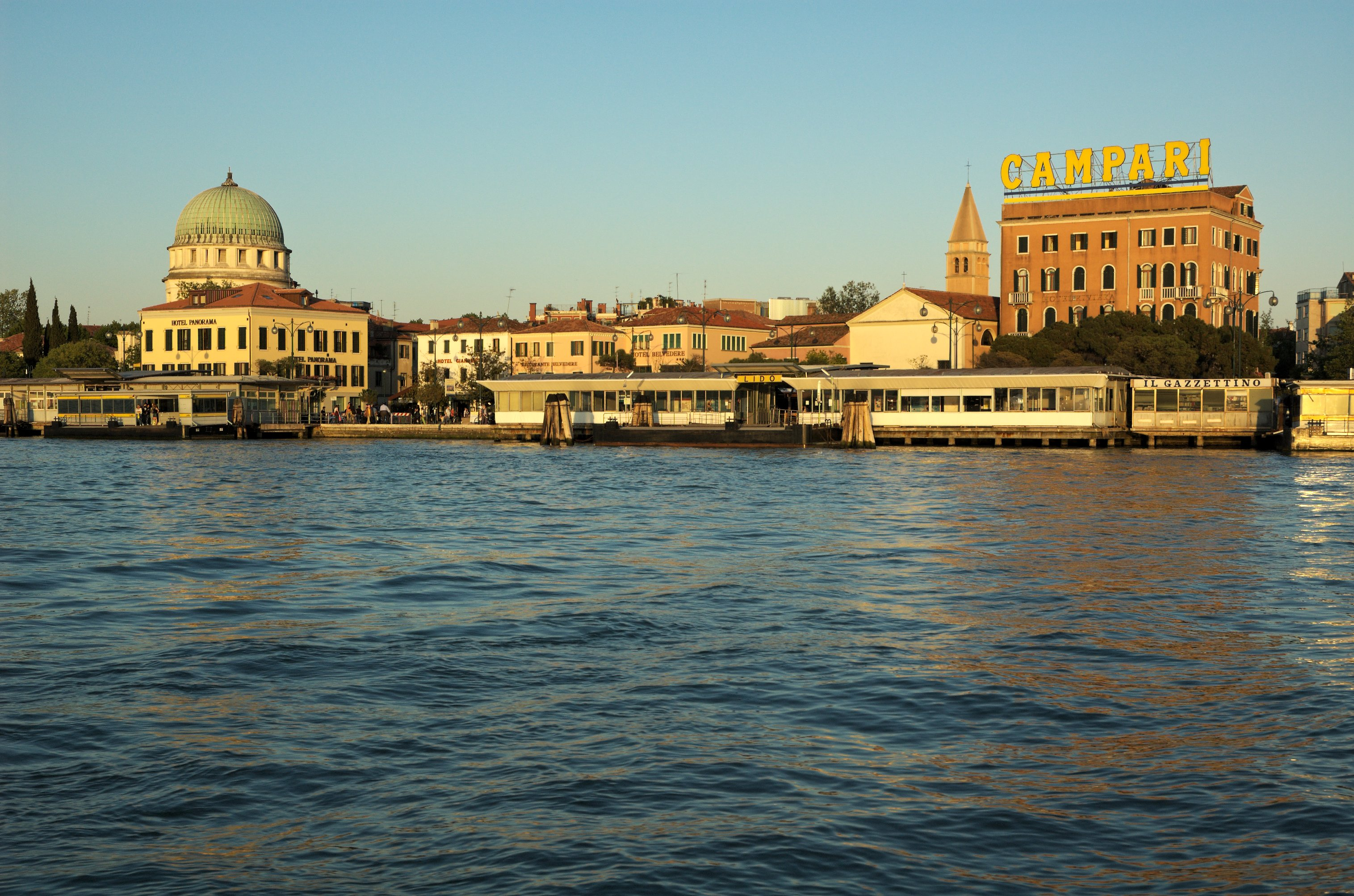
ラグーナから見たリード島

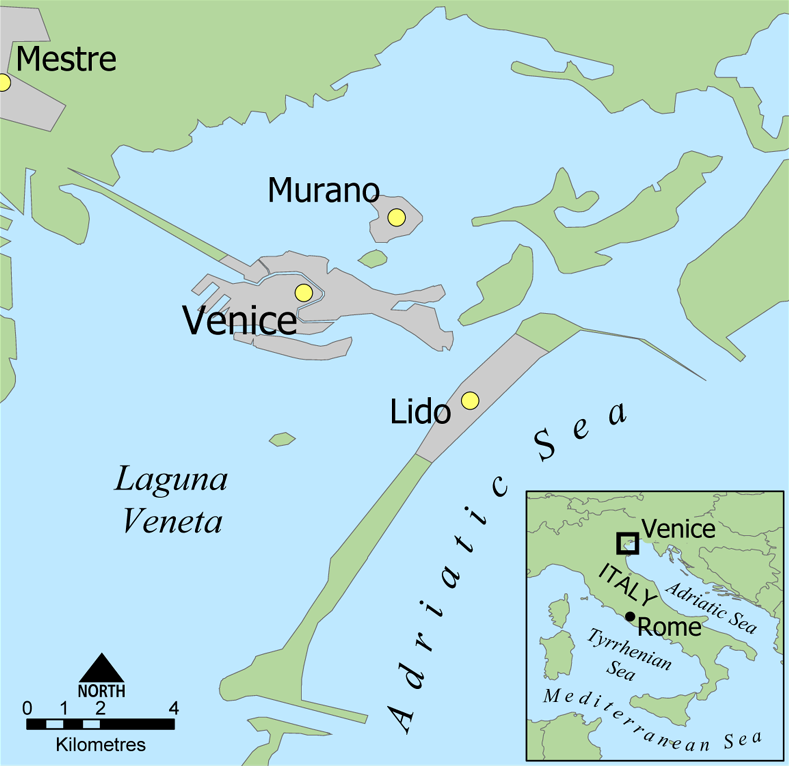
ヴェネタ潟内の位置関係

リード・ディ・ヴェネツィア (Lido di Venezia) は、イタリア北東部ヴェネツィアの南に浮かぶ細長い島である。リード島、リド島とも言う。ヴェネツィアの潟とアドリア海を隔てている。ヴェネツィア市（コムーネ）の一部である。
欧州でも有数のリゾート地として、またヴェネツィア国際映画祭の開催地として知られる。映画「ベニスに死す」の舞台でもある。
長さは約12kmあり、住民は約17000人。ヴェネツィアの島々の中では数少ない車両が通行できる島でもあり、本土からフェリーで渡ることができる。主な港はマラモッコやサン・ニコロである。